# Козевескі
Ко́зевескі (ест. Koseveski küla) — село в Естонії, у волості Сааре повіту Йиґевамаа.

## Населення
Чисельність населення на 31 грудня 2011 року становила 33 особи.

## Географія
Село розташоване на відстані приблизно 5 км на північ від волосного центру Кяепи.
Поблизу села проходить автошлях 3 (Йигві — Тарту — Валґа), естонська частина європейського маршруту E264.
Через село тече річка Кяепа (ест. Kääpa jõgi), що утворює на околиці села озеро Козе (Kose järv).